# Roxy Jezel
Roxy Jezel (ur. 5 czerwca 1982 w Londynie) – brytyjska aktorka pornograficzna pochodzenia tajskiego.

## Życiorys

### Wczesne lata
Urodziła się w Hackney w gminie Londyn. Jej ojciec był Tajem, a matka Angielką. Rzuciła studia i zaczęła podróżować po świecie. W czasie pobytu w Australii ze względów finansowych została striptizerką i zaczęła brać udział w nagich sesjach zdjęciowych.

### Kariera
Zauważona przez LA Direct Models, przyjechała do Stanów Zjednoczonych i zaczęła występować w filmach porno. Zadebiutowała w kwietniu 2003 mając 21 lat w pierwszej scenie seksu z Lexingtonem Steelem i Erikiem Everhardem.
W programie Jenna's America Sex Star zdobyła główną nagrodę – kontrakt z Club Jenna.
W 2004 roku została nominowana do nagrody AVN Award w kategorii „Najlepsza scena seksu grupowego” w Bachelor (2003) obok takich wykonawców jak: Steven St. Croix, Taylor Lynn, Fallon Sommers, Hannah Harper, Jezebelle Bond, Aurora Snow i Hollie Stevens. Po raz pierwszy wystąpiła w scenie seksu podwójnej penetracji w produkcji Jules Jordan Video No Cum Dodging Allowed 3 (2004) z Brianem Surewoodem, Jonem Dough, Erikiem Everhardem i Tonym T.
W 2005 roku otrzymała nagrodę XRCO Award w kategorii „Orgasmic Oralist”.
Była związana z Evanem Seinfeldem (2004), muzykiem i producentem filmów pornograficznych, z którym wystąpiła w scenie seksu w jego produkcji Reign of Tera 2 (2007). Pojawiła się też w jednym z odcinków serialu HBO Ekipa (2007).
W 2008 była nominowana do nagród AVN Award w czterech kategoriach: „Najlepsza aktorka – film”, „Najlepsza scena seksu analnego – film” z Trentem Tesoro i „Najlepsza scena seksu w parze – film” ze Stevenem St. Croix w Sex & Violins (2007) oraz „Najlepsza aktorka – wideo” w For Love, Money or a Green Card (2007).